# رابپرازول
رابپرازول (به انگلیسی: Rabeprazole) که با نام تجاری Aciphex به فروش می‌رسد، دارویی جهت کاهش اسید معده است. این دارو برای درمان بیماری زخم معده، رفلاکس معده و تولید بیش از حد اسید معده مانند سندرم زولینگر -الیسون، استفاده می‌شود. همچنین ممکن است در ترکیب با سایر داروها برای درمان هلیکوباکتر پیلوری استفاده شود. اثربخشی آن مشابه سایر مهار کننده‌های پمپ پروتونی (PPI) است. این دارو به صورت خوراکی تجویز می‌شود.
عوارض جانبی شایع عبارتند از یبوست، احساس ضعف و التهاب گلو. عوارض جانبی جدی ممکن است شامل پوکی استخوان، کمبود منیزیم خون، عفونت کلستریدیوم دیفیسیل و ذات الریه باشد. استفاده از این دارو در دوران بارداری و شیردهی از ایمنی بالایی برخوردار نیست. رابپرازول با مسدود کردن H+/K+-ATPase در سلول‌های آهیانه معده عمل می‌کند.
رابپرازول در سال ۱۹۸۶ ثبت شد و در سال ۱۹۹۷ برای استفاده پزشکی تأیید شد. همکنون به عنوان یک داروی ژنریک نیز در دسترس است. در سال ۲۰۱۷، این دارو با بیش از یک میلیون نسخه، ۲۷۹امین داروی رایج در ایالات متحده بود.

### سنتز

نمودار مسیر سنتز رابپرازول